# Frank Hayes
Frank Hayes (1901 – Elmont, 1923. június 4.) ír lókiképző és zsoké, aki 1923. június 4-én a New York-i Elmont városában a Belmont Park pályáján lóversenyt nyert, miközben szívrohamot kapott.

## Halála
A huszonkét éves Hayes ezelőtt még sosem nyert lóversenyt, mert a foglalkozása eredetileg nem zsoké volt, hanem lóedző. A lovat Sweet Kissnek hívták és Miss A. M. Frayling tulajdona volt. Hayes a verseny közben utolsó részében meghalt, de a teste a nyeregben maradt. A Belmont Park Jockey Club ezután lemondott a győztes kötelező mérlegeléséről, a versenyvezetés pedig megerősítette Hayes győzelmét. Hayes volt az első és egyetlen ismert zsoké, aki a halála után nyert meg egy lóversenyt. A halál oka valószínűleg szívinfarktus volt. A korabeli sejtések arra utalnak, hogy Hayes jelentős, 64,4 kg-ról 59,0 kg-ra történő fogyása nem sokkal a verseny előtt hozzájárulhatott a halálához.

## Fordítás
Ez a szócikk részben vagy egészben  a   Frank Hayes (jockey) című angol Wikipédia-szócikk ezen változatának fordításán alapul.  Az eredeti cikk szerkesztőit annak laptörténete sorolja fel. Ez a jelzés csupán a megfogalmazás eredetét és a szerzői jogokat jelzi, nem szolgál a cikkben szereplő információk forrásmegjelöléseként.